# 2raumwohnung/Diskografie
Diese Diskografie ist eine Übersicht über die musikalischen Werke des deutschen Elektropopduos 2raumwohnung. Den Schallplattenauszeichnungen zufolge hat es bisher mehr als 350.000 Tonträger verkauft. Seine erfolgreichste Veröffentlichung ist das Album Kommt zusammen mit mehr als 150.000 verkauften Einheiten.

## Alben

### Studioalben
| Jahr | Titel               | Höchstplatzierung, Gesamtwochen, AuszeichnungChartplatzierungen (Jahr, Titel, Platzierungen, Wochen, Auszeichnungen, Anmerkungen) | Höchstplatzierung, Gesamtwochen, AuszeichnungChartplatzierungen (Jahr, Titel, Platzierungen, Wochen, Auszeichnungen, Anmerkungen) | Höchstplatzierung, Gesamtwochen, AuszeichnungChartplatzierungen (Jahr, Titel, Platzierungen, Wochen, Auszeichnungen, Anmerkungen) | Anmerkungen                             |
| Jahr | Titel               | DE | AT | CH | Anmerkungen                             |
| ---- | ------------------- | --- | --- | --- | --------------------------------------- |
| 2001 | Kommt zusammen      | DE30 Gold · (27 Wo.)DE | AT18 (7 Wo.)AT | — | Erstveröffentlichung: 2. Juli 2001      |
| 2002 | In wirklich         | DE5 (14 Wo.)DE | AT28 (8 Wo.)AT | CH73 (3 Wo.)CH | Erstveröffentlichung: 2. September 2002 |
| 2004 | Es wird Morgen      | DE2 Gold · (14 Wo.)DE | AT15 (7 Wo.)AT | CH24 (7 Wo.)CH | Erstveröffentlichung: 30. August 2004   |
| 2005 | Melancholisch schön | DE8 (10 Wo.)DE | AT29 (10 Wo.)AT | CH31 (6 Wo.)CH | Erstveröffentlichung: 20. Juni 2005     |
| 2007 | 36 Grad             | DE7 Gold · (33 Wo.)DE | AT15 (7 Wo.)AT | CH11 (19 Wo.)CH | Erstveröffentlichung: 2. Februar 2007   |
| 2009 | Lasso               | DE5 (6 Wo.)DE | AT22 (3 Wo.)AT | CH5 (7 Wo.)CH | Erstveröffentlichung: 31. Juli 2009     |
| 2013 | Achtung fertig      | DE4 (5 Wo.)DE | AT18 (2 Wo.)AT | CH5 (5 Wo.)CH | Erstveröffentlichung: 6. September 2013 |
| 2017 | Nacht und Tag       | DE23 (3 Wo.)DE | AT33 (2 Wo.)AT | CH36 (2 Wo.)CH | Erstveröffentlichung: 16. Juni 2017     |

### Kompilationen
| Jahr | Titel                | Höchstplatzierung, Gesamtwochen, AuszeichnungChartplatzierungen (Jahr, Titel, Platzierungen, Wochen, Auszeichnungen, Anmerkungen) | Höchstplatzierung, Gesamtwochen, AuszeichnungChartplatzierungen (Jahr, Titel, Platzierungen, Wochen, Auszeichnungen, Anmerkungen) | Höchstplatzierung, Gesamtwochen, AuszeichnungChartplatzierungen (Jahr, Titel, Platzierungen, Wochen, Auszeichnungen, Anmerkungen) | Anmerkungen                            |
| Jahr | Titel                | DE | AT | CH | Anmerkungen                            |
| ---- | -------------------- | --- | --- | --- | -------------------------------------- |
| 2020 | 20Jahre 2raumwohnung | DE30 (1 Wo.)DE | — | CH69 (1 Wo.)CH | Erstveröffentlichung: 28. Februar 2020 |

## Singles
| Jahr | Titel Album                                            | Höchstplatzierung, Gesamtwochen, AuszeichnungChartplatzierungen (Jahr, Titel, Album, Platzierungen, Wochen, Auszeichnungen, Anmerkungen) | Höchstplatzierung, Gesamtwochen, AuszeichnungChartplatzierungen (Jahr, Titel, Album, Platzierungen, Wochen, Auszeichnungen, Anmerkungen) | Höchstplatzierung, Gesamtwochen, AuszeichnungChartplatzierungen (Jahr, Titel, Album, Platzierungen, Wochen, Auszeichnungen, Anmerkungen) | Anmerkungen                                                     |
| Jahr | Titel Album                                            | DE | AT | CH | Anmerkungen                                                     |
| ---- | ------------------------------------------------------ | --- | --- | --- | --------------------------------------------------------------- |
| 2000 | Wir trafen uns in einem Garten Kommt zusammen          | DE90 (3 Wo.)DE | — | — | Erstveröffentlichung: 29. Mai 2000                              |
| 2001 | Nimm mich mit – Das Abenteuer Liebe usw Kommt zusammen | DE82 (2 Wo.)DE | AT70 (4 Wo.)AT | — | Erstveröffentlichung: 18. Juni 2001                             |
| 2001 | 2 von Millionen von Sternen Kommt zusammen             | DE95 (4 Wo.)DE | — | — | Erstveröffentlichung: 3. Dezember 2001                          |
| 2002 | Ich und Elaine In wirklich                             | DE58 (9 Wo.)DE | — | — | Erstveröffentlichung: 29. Juli 2002                             |
| 2003 | Freie Liebe In wirklich                                | DE91 (1 Wo.)DE | — | — | Erstveröffentlichung: 19. Mai 2003                              |
| 2004 | Spiel mit Es wird Morgen                               | DE39 (9 Wo.)DE | — | — | Erstveröffentlichung: 2. August 2004                            |
| 2004 | Wir sind die Anderen Es wird Morgen                    | DE72 (4 Wo.)DE | — | — | Erstveröffentlichung: 25. Oktober 2004                          |
| 2005 | Sasha (Sex Secret) Es wird Morgen                      | DE96 (2 Wo.)DE | — | — | Erstveröffentlichung: 21. März 2005 feat. Moguai                |
| 2007 | Besser geht’s nicht 36 Grad                            | DE28 (13 Wo.)DE | AT58 (6 Wo.)AT | CH81 (2 Wo.)CH | Erstveröffentlichung: 12. Januar 2007                           |
| 2007 | 36 Grad                                                | DE22 (23 Wo.)DE | — | CH17 (24 Wo.)CH | Erstveröffentlichung: 1. Juni 2007                              |
| 2008 | 36 Grad Rhythms del Mundo – Cubano Alemán              | DE28 (26 Wo.)DE | AT30 (3 Wo.)AT | — | Erstveröffentlichung: 22. August 2008 feat. Rhythms del Mundo   |
| 2009 | Wir werden sehen Lasso                                 | DE43 (6 Wo.)DE | — | CH37 (5 Wo.)CH | Erstveröffentlichung: 17. Juli 2009                             |
| 2010 | Rette mich später Lasso                                | DE60 (5 Wo.)DE | — | — | Erstveröffentlichung: 29. Januar 2010                           |
| 2013 | Bei dir bin ich schön Achtung fertig                   | DE29 (5 Wo.)DE | — | CH35 (6 Wo.)CH | Erstveröffentlichung: 16. August 2013                           |
| 2014 | Do They Know It’s Christmas? (Deutsche Version) –      | DE1 (5 Wo.)DE | AT10 (3 Wo.)AT | CH21 (2 Wo.)CH | Erstveröffentlichung: 21. November 2014 mit Band Aid 30 Germany |

Weitere Singles
- 2001: Sexy Girl
- 2002: Ich weiss warum
- 2005: Melancholisch schön (Promo-Single)
- 2007: Mir kann nichts passieren
- 2009: Body Is Boss
- 2010: Der letzte Abend auf der Welt
- 2014: Bye Bye Bye
- 2017: Somebody Lonely and Me
- 2017: Hotel Sunshine
- 2017: Ich hör Musik wenn ich dich seh

## Statistik

### Chartauswertung
|                     | DE    | AT    | CH    |
| ------------------- | ----- | ----- | ----- |
| Nummer-eins-Alben   | DE—DE | AT—AT | CH—CH |
| Top-10-Alben        | DE6DE | AT—AT | CH2CH |
| Alben in den Charts | DE9DE | AT8AT | CH8CH |

|                       | DE     | AT    | CH    |
| --------------------- | ------ | ----- | ----- |
| Nummer-eins-Singles   | DE1DE  | AT—AT | CH—CH |
| Top-10-Singles        | DE1DE  | AT1AT | CH—CH |
| Singles in den Charts | DE15DE | AT4AT | CH5CH |

### Auszeichnungen für Musikverkäufe
Anmerkung: Auszeichnungen in Ländern aus den Charttabellen bzw. Chartboxen sind in ebendiesen zu finden.
| Land/RegionAuszeichnungen für Musikverkäufe (Land/Region, Auszeichnungen, Verkäufe, Quellen) | Gold     | Platin | Verkäufe | Quellen           |
| -------------------------------------------------------------------------------------------- | -------- | ------ | -------- | ----------------- |
| Deutschland (BVMI)                                                                           | 3× Gold3 | —      | 350.000  | musikindustrie.de |
| Insgesamt                                                                                    | 3× Gold3 | —      |          |                   |